# Cohors I Montanorum (Moesia)
Die Cohors I Montanorum [civium Romanorum] (deutsch 1. Kohorte der Bergbewohner [der römischen Bürger]) war eine römische Auxiliareinheit. Sie ist durch Militärdiplome und Inschriften belegt.

## Namensbestandteile
- Cohors: Die Kohorte war eine Infanterieeinheit der Auxiliartruppen in der römischen Armee.

- I: Die römische Zahl steht für die Ordnungszahl die erste (lateinisch prima). Daher wird der Name dieser Militäreinheit als Cohors prima .. ausgesprochen.

- Montanorum: der Bergbewohner. Die Soldaten der Kohorte wurden bei Aufstellung der Einheit auf dem Gebiet der römischen Provinzen Raetia und Noricum rekrutiert.

- civium Romanorum: der römischen Bürger bzw. mit römischen Bürgerrecht. Den Soldaten der Einheit war das römische Bürgerrecht zu einem bestimmten Zeitpunkt verliehen worden. Für Soldaten, die nach diesem Zeitpunkt in die Einheit aufgenommen wurden, galt dies aber nicht. Sie erhielten das römische Bürgerrecht erst mit ihrem ehrenvollen Abschied (Honesta missio) nach 25 Dienstjahren. Der Zusatz kommt in Militärdiplomen von 100 bis 101 vor.

Da es keine Hinweise auf die Namenszusätze milliaria (1000 Mann) und equitata (teilberitten) gibt, ist davon auszugehen, dass es sich um eine Cohors quingenaria peditata, eine reine Infanterie-Kohorte, handelt. Die Sollstärke der Einheit lag bei 480 Mann, bestehend aus 6 Centurien mit jeweils 80 Mann.

## Geschichte
Die Kohorte war in den Provinzen Noricum, Pannonia, Moesia superior und Dacia stationiert. Sie ist auf Militärdiplomen für die Jahre 54/68 bis 161 n. Chr. aufgeführt.
Der erste Nachweis der Einheit in der Provinz Noricum beruht auf einem Diplom, das auf das Jahr 54/68 datiert ist. In dem Diplom wird die Kohorte als Teil der Truppen (siehe Römische Streitkräfte in Noricum) aufgeführt, die in der Provinz stationiert waren. Weitere Diplome, die auf 79 datiert sind, belegen die Einheit in derselben Provinz.
Zwischen 79 und 85 wurde die Kohorte in die Provinz Pannonia verlegt, wo sie durch ein Diplom nachgewiesen ist, das auf 85 datiert ist. Danach wurde die Einheit in die Provinz Moesia Superior verlegt. Der erste Nachweis der Einheit in Moesia Superior beruht auf einem Diplom, das auf das Jahr 96 datiert ist. In dem Diplom wird die Kohorte als Teil der Truppen (siehe Römische Streitkräfte in Moesia) aufgeführt, die in der Provinz stationiert waren. Weitere Diplome, die auf 100 bis 109 datiert sind, belegen die Einheit in derselben Provinz.
Die Kohorte nahm an den Dakerkriegen Trajans teil; sie wurde danach in der neuen Provinz stationiert. Der erste Nachweis der Einheit in der Provinz Dacia beruht auf einem Diplom, das auf 109 datiert ist. In dem Diplom wird die Kohorte als Teil der Truppen (siehe Römische Streitkräfte in Dacia) aufgeführt, die in der Provinz stationiert waren. Weitere Diplome, die auf 110 bis 114 datiert sind, belegen die Einheit in derselben Provinz.
Um 114/115 wurde die Einheit in die Provinz Moesia Superior zurückverlegt, wo sie durch Diplome nachgewiesen ist, die auf 115 datiert sind. In den Diplomen wird die Einheit unter denjenigen Kohorten aufgeführt, die für den Partherkrieg Trajans abkommandiert wurden (translatis in expeditione). Nach Beendigung des Partherkriegs kehrte vermutlich nur ein Teil der Kohorte nach Moesia Superior zurück, während der andere Teil der Einheit im Osten des römischen Reiches verblieb und dort wieder zu einer vollständigen Kohorte ergänzt wurde.
Sie erscheint danach auf Diplomen für Moesia Superior, die auf 126 bis 161 datiert sind.

## Standorte
Standorte der Kohorte in Moesia Superior waren möglicherweise:
- Novae (Velika Cezava): eine Inschrift[8] wurde hier gefunden.

## Angehörige der Kohorte
Folgende Angehörige der Kohorte sind bekannt.

### Kommandeure
| - Cornelius Felicior: er wird auf einem Diplom von 109 als Kommandeur genannt. - Gaius Vibius Celer Papirius Rufus, ein Präfekt - Gavius [.]: er wird auf dem Diplom von 160 als Kommandeur genannt. | - Ti(berius) Cl(audius) Mercurialis, ein Präfekt (AE 1903, 289) - Titus Apusulenus Faustinus: er wird auf dem Diplom von 126 als Kommandeur genannt. |

### Sonstige
| - Buccus, ein Soldat - Dasmenus, ein Fußsoldat: das Diplom von 126 wurde für ihn ausgestellt. - M(arcus) Herennius, ein Fußsoldat: ein Diplom von 109 wurde für ihn ausgestellt. | - Remmus, ein Soldat (CIL 3, 15003) - Septimius Dassus, ein Veteran |